# Comuna Calafindești, Suceava
Calafindești (în germană Kalafindestie) este o comună în județul Suceava, Bucovina, România, formată din satele Botoșanița Mare și Calafindești (reședința).

## Așezare geografică
Teritoriul satului se află într-o subunitate a Podișului Sucevei, în Podișul Dragomirnei. Orașele cele mai apropiate de Calafindești sunt: Siret (11 km), Rădăuți (25 km) și Suceava (32 km).
Sub aspect geologic, zona se suprapune Platformei Moldovenești. Aceasta reprezintă o zonă rigidă, consolidată în Proterozoic. Fundamentul platformei, bine consolidat, alcătuit din formațiuni cristaline, este acoperit de o cuvertură sedimentară formată pe parcursul a trei cicluri de sedimentare, cel mai important fiind cel Volhinian, de depozite sarmațiene. Litologic acesta este alcătuit din depozite detritice reprezentate prin alternanțe de argile și nisipuri, la care se adaugă unele niveluri de gresii și calcare oolitice, lentile de prundișuri, etc.
Din punct de vedere geomorfologic, satul Calafindești se află pe platoul structural, ce are o înălțime maximă de 504 m (la Ciuhă), numit Dealul Țăranca. Vatra satului se află între altitudine de aproximativ 375 m și 504 m, pentru ca teritoriul agricol aferent satului să coboare la 340 m altitudine, suprapus fiind văii pârâului Horaiț. Pe lângă platoul structural principal, numit și platoul Calafindești mai există și câteva platouri secundare.
Clima caracteristică zonei este cea temperat-continentală, supusă influențelor din estul Europei. Temperatura medie multianuală este cuprinsă între valorile de 7-8 °C. Cele mai ridicate temperaturi se înregistrează în luna iulie, temperatura medie fiind de 18 °C, în luna ianuarie înregistrându-se cele mai scăzute valori, media fiind de –4,5 °C. Cantitatea de precipitații este legată de dinamica atmosferică, reflectând dispunerea în cadrul continentului european. Media multianuală a precipitațiilor atinge valori cuprinse între 550 și 650 mm/an, cele mai mari valori înregistrându-se în timpul verii, iarna înregistrându-se cele mai scăzute valori. Vânturile dominante sunt cele de NV, cele de E si NE având o frecvență mai mică. Vânturile de NE aduc în anotimpul cald aer uscat și fierbinte, pe când în cel rece aduc mase de aer rece și umed.
Rețeaua hidrografică a satului este compusă din pâraiele Horaiț, Hatnuța și Hanțica. Pârâul Horaiț străbate zona vestică a satului, izvorând din dealul cu același nume și se varsă în râul Suceava, după ce, în prealabil, se varsă în iazul Grănicești. Pârâul Hatnuța izvorăște la E de sat, din locul numit “pârâul Cojocei” și se varsă în râul Suceava, după ce, în prealabil se varsă în iazul Șerbăuți. Alimentarea pâraielor se face în principal prin surse de suprafață, formate din apa precipitațiilor, un rol important avându-l și apele subterane
Solurile evidențiate pe teritoriul satului aparțin claselor molisolurilor (cernoziomoid) argiluvial), solurilor argiloiluviale (soluri brune luvice, luvisoluri albice), solurilor hidromorfe, solurilor neevoluate, cât și complexelor de soluri.
Vegetația este influențată de factorii fizico-geografici : climatici, edafici, geomorfologici și antropici. Formațiunile vegetale aparțin zonei pădurilor de foioase, cu o predominanță a fagului (Fagus silvatica) și carpenului (Carpinus Betulus) în amestec cu stejarul (Querqus robur). Pe lângă foioase se mai întâlnesc și esențe rășinoase ca molidul (Piceea excelsa). Stratul arbustiv este alcătuit în special din alun (Corylus avellana), sânger (Cornus sanguneea), zmeur (Robur idaeus), etc. Covorul erbaceu este alcătuit din firuță (Poa nemoralis), păiuș (Festuca altissima), toporași (Viola odorata), ghiocei (Galanthus nivalis), etc. În apropierea apelor crește vegetația hidrofilă : rogozul (Carex acuta, Carex riparia) și papura (Typha angustifolia).
În mod special, trebuie amintită rezervația floristică de pe teritoriul agricol al satului, “Fânețele Calafindești”, în apropierea pârâului Horaiț. Aici se întâlnesc varza iepurelui (Ligularia glauca) și laleaua pestrița (Filitillaria meleagris).
Fauna întâlnită pe teritoriul satului și a zonei agricole aferente lui este reprezentată de mamifere ca porcul mistreț (Sus scrofa), căprioară (Capreolus capreolus), dihorul (Mustella putorius), iepurele de câmp (Lepus europaeus), șoarecele de câmp (Microtus arvalis), șoarecele de casă (Mus musculus). Păsările întâlnite în zonă sunt : ciocănitoarea (Dentrocopas major), porumbelul, cucul, vrăbii, rândunele, etc. Pe lângă acestea se mai întâlnesc reptile (vipera comună, broasca râioasă, șopârle etc.) și nevertebrate (păianjeni, lăcuste etc.).

## Istoric
Satele Calafindești și Botoșanița Mare se află în categoria localităților vechi din Moldova, fiind atestate documentar în secolul al XV-lea. Mărturie stă documentul lui Ștefan cel Mare din 15 martie 1490 prin care Domnul Moldovei întărea Episcopiei Rădăuți nu mai puțin de 50 biserici cu popă cu toate dările, biserici care au fost date acestei episcopii încă de bunicul său, Alexandru cel Bun(1400-1432) cel mai probabil în anul 1417. În secolul al XVII-lea satul Calafindești era proprietate a familiei boierului Ciogolea Pătrașco. Ulterior, aceasta ajunge proprietate a familiilor boierești Palade, Sturza și Neculce. În secolul al XIX-lea o mare parte a terenurilor agricole ajung în posesia armenilor Kapri (Michael, Albina și Emanuel Kapri). În perioada habsburgică comuna Calafindești a făcut parte din districtul Siret, iar din anul 1925 a aparținut județului Rădăuți. În 1939 satul Botoșenița Mare este arondat comunei Calafindești, iar în anul 1968 localitățile Șerbăuți și Călinești-Arini (azi Călinești Cuparencu). În anul 2003 ultimele două localități se desprind, formând comuna Șerbăuți.

## Stema Comunei Calafindesti

### Descrierea stemei.

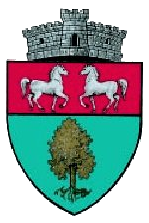
Stema comunei Calafindesti

Stema comunei Calafindesti se compune dintr-un scut albastru, cu un arbore dezradacinat, de aur. Chef-ul scutului, rosu, incarcat cu doi cai in mers, afrontati, de argint. Scutul este timbrat cu o coroana murala cu un turn de argint.

### Semnificatiile elementelor insumate:
Propunerea de stema a comunei Calafindesti asigura concordanta elementelor acesteia cu specificul economic, social, cultural si traditia istorica ale comunei, respectand traditia heraldica a acestei zone si legile stiintei heraldicii.
Coroana murala cu un turn de argint semnifica faptul ca asezarea este comuna.
Stema comunei contine un tei auriu dezradacinat (aminteste de evenimentul din 13 iulie 1873, cand au murit 7 oameni impuscati de jandarmii adusi de baronul Michael von Kapri) si doi cai argintii afrontati, ca simbol al ocupatiei locuitorilor.

## Instituții

### Biserica
Are hramul „Nașterea Maicii Domnului” (8 septembrie), prima construcție bisericească a fost ridicată cu ajutorul „poporenilor” în 1775, construcție din lemn de stejar și brad, acoperită cu șindrilă și care avea dimensiunile de 20 metri lungime și 8 metri lățime. În apropierea acesteia s-a construit în perioada 1935-1950 o a doua biserică din piatră cu dimensiuni de 30m/16m. În apropierea acesteia s-a ridicat în 1946 o clopotniță din piatră cu dimensiunea de 5m/5m, care deține 4 clopote datate la 1797, 1799, 1884 și unul nedatat (probabil la fel de vechi ca primele două). Casa parohială a fost construită în anul 1911 din cărămidă, acoperită cu țiglă, compusă din 6 camere. Între preoții parohi care au slujit bisericii sunt amintiți Mihai Bendevschi, Vasile Turtureanu și Vasile Onica.

### Școala
Prima școală din satul Calafindești apare în anul 1875 în locuința gospodarului Poclitar Irimie, pentru ca un edificiu propriu să fie construit de abia în anii 1883-1884 când cursurile învățătorilor erau ținute în fața unui număr de 83 de elevi. Numărul acestora va crește permanent sub îndrumarea învățătorilor Dionisie Paulovici (1884 - 1888), Andronic Motrescul (1888 - 1897), Lucas Buliga (1897 - 1912), Aurelian Diaconescu (1906 - 1940), Emilian Casparovici (1926-1946). Astăzi școala beneficiază de două clădiri: una construită în 1958, cea de-a doua fiind construită în 1973.

## Obiective turistice
- Fânațele seculare de la Calafindești -rezervație floristică
- Conacul Bucevschi (1925)

Componența etnică a comunei Calafindești
     Români (93,15%)
     Alte etnii (6,85%)
Componența confesională a comunei Calafindești
     Ortodocși (61,17%)
     Penticostali (22,82%)
     Baptiști (6,48%)
     Adventiști (2,48%)
     Alte religii (0,3%)
     Necunoscută (6,74%)
Conform recensământului efectuat în 2021, populația comunei Calafindești se ridică la 2.699 de locuitori, în creștere față de recensământul anterior din 2011, când fuseseră înregistrați 2.549 de locuitori. Majoritatea locuitorilor sunt români (93,15%). Din punct de vedere confesional, majoritatea locuitorilor sunt ortodocși (61,17%), cu minorități de penticostali (22,82%), baptiști (6,48%) și adventiști (2,48%), iar pentru 6,74% nu se cunoaște apartenența confesională.

## Recensământul din 1930
Componența etnică a comunei Calafindești
     Români (97,5%)
     Germani (1,25%)
     Evrei (0,75%)
     Altă etnie (0,5%)
Componența confesională a comunei Calafindești
     Ortodocși (96,7%)
     Baptiști (1,45%)
     Mozaici (0,75%)
     Altă religie (1,1%)
Conform recensământului efectuat în 1930, populația comunei Calafindești se ridica la 1704 locuitori. Majoritatea locuitorilor erau români (97,5%), cu o minoritate de germani (1,25%) și una de evrei (0,75%). Alte persoane s-au declarat: polonezi (1 persoană), ruși (1 persoană) și ruteni (1 persoană). Din punct de vedere confesional, majoritatea locuitorilor erau ortodocși (96,7%), dar existau și baptiști (1,45%) și mozaici (0,75%). Alte persoane au declarat: greco-catolici (9 persoane), romano-catolici (9 persoane) și evanghelici\luterani (3 persoane).

## Politică și administrație
Comuna Calafindești este administrată de un primar și un consiliu local compus din 11 consilieri. Primarul, Adrian Frîncu[*], de la Partidul Național Liberal, este în funcție din octombrie 2020. Începând cu alegerile locale din 2024, consiliul local are următoarea componență pe partide politice:
|  | Partid                                | Consilieri | Componența Consiliului | Componența Consiliului | Componența Consiliului | Componența Consiliului | Componența Consiliului | Componența Consiliului |
|  | ------------------------------------- | ---------- | ---------------------- | ---------------------- | ---------------------- | ---------------------- | ---------------------- | ---------------------- |
|  | Partidul Național Liberal             | 6          |                        |                        |                        |                        |                        |                        |
|  | Partidul Social Democrat              | 3          |                        |                        |                        |                        |                        |                        |
|  | Partidul Ecologist Român              | 1          |                        |                        |                        |                        |                        |                        |
|  | Partidul Alianța Renașterea Națională | 1          |                        |                        |                        |                        |                        |                        |

## Legături externe
- pl Kalafindestie în Dicționarul geografic al Regatului Poloniei și al altor țări slave, volum III (Haag — Kępy) anul 1882

1. ↑  „Rezultatele finale ale alegerilor locale din 2024” (Json). Autoritatea Electorală Permanentă. Accesat în 23 octombrie 2024.